# اکورن، الاداگ
اکورن، الاداگ (به لاتین: Akören, Aladağ) یک منطقهٔ مسکونی در ترکیه است که در استان آدانا واقع شده‌است.